# Marsha Stephanie Blake
Marsha Stephanie Blake é uma atriz norte-americana. Por sua performance na minissérie When They See Us, foi indicada ao Emmy Awards, em 2019, na categoria de Melhor Atriz Coadjuvante em Minissérie ou Telefilme. 